# Notoxus sparsus
Notoxus sparsus là một loài bọ cánh cứng trong họ Anthicidae. Loài này được LeConte miêu tả khoa học năm 1859.